# Upupiformes
Ordre
Les Upupiformes sont un ordre d'oiseaux créé dans la taxinomie Sibley-Ahlquist pour contenir les familles Upupidae et Phoeniculidae.

## Position systématique
- les Upupidae (un genre, une espèce et huit sous-espèces), famille de la Huppe fasciée ;
- les Phoeniculidae (deux genres, huit espèces et vingt-quatre sous-espèces), famille des irrisors, oiseaux endémiques de la zone éthiopienne.

## Liste des familles et des genres
- Upupidae
  - Upupa Linnaeus, 1758
- Phoeniculidae
  - Phoeniculus Jarocki, 1821
  - Rhinopomastus Jardine, 1828

## Systématique
L'ordre des Upupiformes est un synonyme invalide de l'ordre des Bucerotiformes qui comporte quant à lui deux familles supplémentaires.